# Canche
Canche – rzeka we Francji, przepływająca przez teren departamentu Pas-de-Calais, o długości 88 km. Uchodzi do kanału La Manche.